# 代尔门霍斯特
代尔门霍斯特（德語：Delmenhorst）是德国下萨克森州的一个非县辖城市。

## 歷史
代爾門霍斯特最早的記載是在1254年，當時城堡已在此地建立。在1371年，代爾門霍斯特在不萊梅法律下，獲得獨立城鎮的地位。在十九世紀拿破崙崛起時，代爾門霍斯特於1806年遭受法國軍隊佔領，直至1813年，為拿破崙帝國下的一部分。
在工業革命時代，代爾門霍斯特受惠於不萊梅，經濟獲得較快增長。至十九世紀末德國統一，為德意志帝國一部分。

## 地理
代尔门霍斯特东面与不来梅相邻，位于奥尔登堡东南偏东约35千米，代爾默河（Delme）流经市内，城市东北面邻奥赫图姆河（Ochtum）。

## 經濟
當地主要以工業為主，包括食品加工和機械製造。

## 姐妹城市
代尔门霍斯特有下列姐妹城市：
| 城市             | 国家   | 缔结日期 |
| ---------------- | ------ | -------- |
| 阿洛讷           | 法國   | 1976年   |
| 科灵             | 丹麦   | 1979年   |
| 埃伯斯瓦尔德     | 德国   | 1990年   |
| 卢布林           | 波蘭   | 1992年   |
| 鲍里索格列布斯克 | 俄羅斯 | 1994年   |